# Миттельевропа
Миттельевропа (нем. Mitteleuropa, произношение: [ˈmɪtl̩ʔɔʏˌroːpa]), что означает (дословно) «Средняя Европа», — один из немецких терминов, обозначающих Центральную Европу. Этот термин приобрёл разнообразные культурные, политические и исторические значения.

Mitteleuropa — культурные и политические границы

В прусском видении «Миттельевропа» была пангерманистской государственно-ориентированной сферой власти; позже эта идея была принята в изменённой форме национал-социалистическими геополитиками.

## Основа
Немецкий термин «Миттельевропа» не используется и не понимается одинаково во всех регионах Европы, a также в немецком языке. Как и в случае с концепцией Центральной Европы, существуют разногласия. Этот термин также использовался по-разному с течением времени. В Австрии, Венгрии, Хорватии и Северной Италии, особенно во Фриули и Триесте, общее определение частично отличается от того, что в Германии: Mitteleuropa приравнивается к государствам-преемникам бывшей австро-венгерской монархии. Такие регионы, как Прибалтика, равнины Северной Германии и Польши, воспринимаются как «североевропейские», a другие части Германии — как «западноевропейские». Например, нынешний Центральноевропейский (Миттельевропейский) Орден Святого Георгия имеет свои центры в основном в пределах бывшей австро-венгерской монархии.

## Концептуальная история

### Средневековые миграции
К середине XIV века, когда Чёрная смерть положила конец 500-летнему расселению немцев на восток, выходцы из Западной Европы пришли в «вендские» центральноевропейские районы, простирающимися далеко за реками Эльба и Зале. Они двинулись вдоль балтийского побережья от Гольштейна до дальней Померании, вверх по реке Одер до Моравских ворот, вниз по Дунаю в Венгерское королевство и в словенские земли Карниолы. От устья реки Вислы тевтонские рыцари силой продолжили расселение до эстонского Ревеля (Таллина). Они также заселили горные приграничные районы Богемии и Моравии и сформировали особый социальный класс граждан в таких городах, как Прага, Гавличкув-Брод, Оломоуц и Брно. Они заселили польское Краковское воеводство, Западные Карпаты и Трансильванию, внедрив практику севооборота и немецкое городское право.

### Различные видения Миттельевропы
В первой половине XIX века на основе географических, этнических и экономических соображений возникли идеи центральноевропейской федерации между Российской империей и западноевропейскими великими державами.
Термин «Миттельевропа» был официально введён Карлом Людвигом фон Бруком и Лоренцем фон Штайном, первая попытка теоретического обоснования этого термина была предпринята в 1848 году с целью создания ряда взаимосвязанных экономических конфедераций. Однако планы, отстаиваемые австрийским министром-президентом принцем Феликсом Шварценбергским, провалились из-за сопротивления германских государств. После австро-прусской войны 1866 года и объединения Германии Пруссией под руководством канцлера Отто фон Бисмарка в 1871 году Австрия была вынуждена отказаться от своих претензий на лидерство и после этого использовала понятие «Миттельевропа» для обозначения земель Австро-Венгрии в бассейне Дуная. В Австрии концепция «Миттельевропы» развивалась как альтернатива германскому вопросу, эквивалентная слиянию государств Германской конфедерации и многоэтнической Австрийской империи под твёрдым руководством династии Габсбургов.
Политическое и этническое видение Миттельевропы начало доминировать в Германии после Революции 1848—1849 годов. Либеральные теоретики, такие как Фридрих Лист и Генрих фон Гагерн, социалисты, a затем и представители Национал-либеральной партии, приняли эту идею. Однако отчётливая пангерманская концепция, сопровождаемая понятием обновлённого колониализма поселенцев, стала бы ассоциироваться с этой идеей. В Германской империи «Остфоршунг» (нем. Ostforschung — «Изучение Востока») сосредоточился на достижениях этнических немцев в Центральной Европе на основе этноцентризма со значительными антиславянскими, особенно антипольскими взглядами, пропагандируемыми Пангерманской лигой. К 1914 году и Сентябрьская программа (нем. Septemberprogramm), и идея «Миттельевропы» под контролем Германии стали частью гегемонистской политики Германии.

### Немецкий план «Миттельевропа»

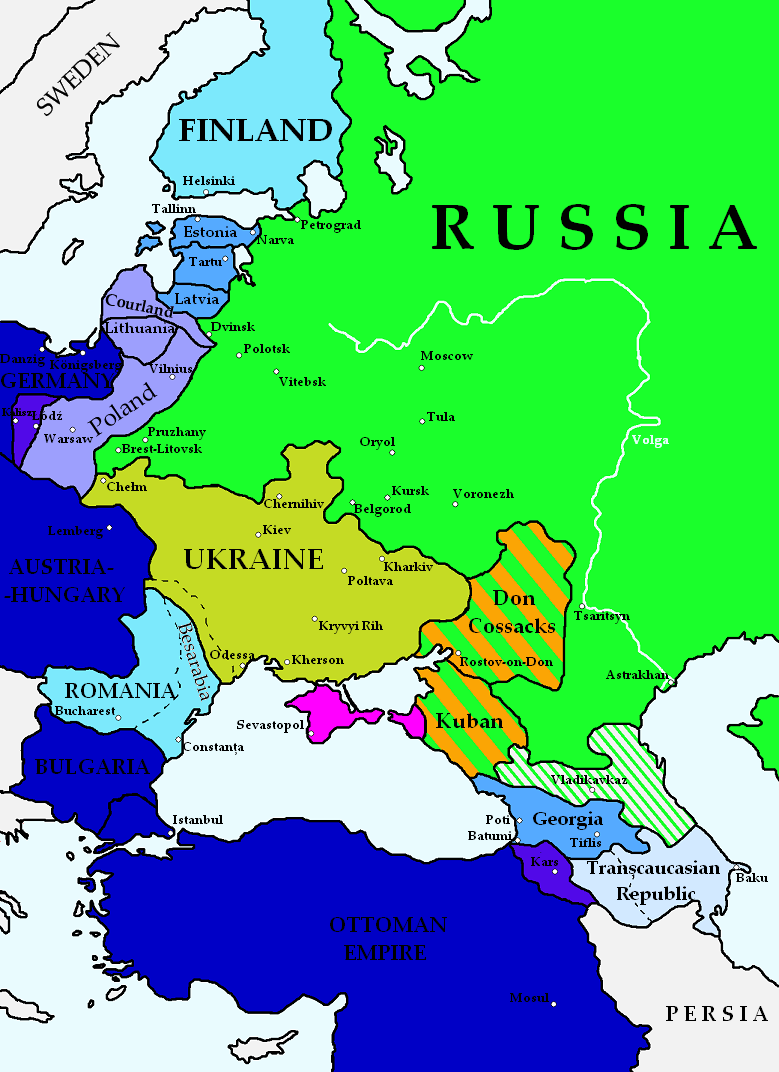
Предполагаемая карта планов Германии по установлению нового политического порядка в Центральной и Восточной Европе после Брест-Литовского мирного договора от 9 февраля 1918 г., Брест-Литовского мирного договора от 3 марта 1918 г. и Бухарестского мирного договора от 7 мая 1918 г.
Германия и её союзники
Территории российской части Польши и части Армении / Грузии будут аннексированы Германией / Турцией
Полуавтономные государства под полным контролем Германии — планируемая аннексия
Новые страны - экономически и административно зависимые от Германии
Украина — под экономическим и военным контролем Германии
Планируемая Татарская Республика — территория под немецким контролем
Страны, политически и экономически связанные с Германией
Планируемая Закавказская республика политически связана с Германией
Полуавтономные казачьи государства внутри России — сфера влияния Германии

План «Миттельевропа» заключался в достижении экономической и культурной гегемонии Германской империи над Центральной Европой и последующей экономической и финансовой эксплуатации этого региона в сочетании с прямыми аннексиями, созданием марионеточных государств для буфера между Германией и Россией . Проблема Центральной Европы была рассмотрена немецким мыслителем Фридрихом Науманом в 1915 году в своей работе «Mitteleuropa». По его мнению, эта часть Европы должна была стать политически и экономически интегрированным блоком, подчинённым немецкому правлению. Науман также поддерживал программы германизации и мадьяризации. В своей книге он использовал империалистическую риторику в сочетании с восхвалением природы и снисходительностью по отношению к негерманским народам, в то же время советуя политикам проявить некоторую «гибкость» по отношению к иным языкам для достижения «гармонии». Науман писал, что это стабилизирует весь центральноевропейский регион. Некоторые части планирования включали в себя планы по созданию нового государства в Крыму и по привлечению стран Балтии в качестве государств-клиентов.
Правящие политические элиты Германии приняли идею «Миттельевропы» во время Первой мировой войны, определяя немецкие военные цели и планы нового порядка в Европе. Миттельевропа должна была создана путём образования ряда марионеточных государств, политические, экономические и военные аспекты которых будут находиться под контролем Германской империи. Весь регион должен был служить экономическим «задним двором» Германии, использование которой позволило бы немецкой сфере влияния лучше конкурировать со стратегическими соперниками, такими как Великобритания и США. Политическая, военная и экономическая организация должна была быть основана на немецком господстве с торговыми договорами, навязанными таким странам, как Польша и Украина. Считалось, что немецкие политики смогут умиротворить свой рабочий класс с помощью экономических выгод территориальной аннексии, новой экономической сферы влияния и эксплуатации завоёванных стран для материальной выгоды Германии. Частичная реализация этих планов нашла своё отражение в Брест-Литовском мирном договоре, в котором были закреплены гарантии экономического и военного господства Германии над Украиной. «Миттельевропа» рассматривалась как угроза со стороны Британской империи, которая пришла к выводу, что этот план разрушит британскую континентальную торговлю и, как следствие, источник её военной мощи.

### Другие видения Миттельевропы
«Миттельевропа» обозначает не только географическое положение, но и политическую концепцию немецкого доминирования и эксплуатации союза государств Центральной Европы, который был введён в действие во время Первой мировой войны. Историк Йорг Брехтефельд характеризует Центральную Европу следующим образом:
"Миттельевропа" никогда не была просто географическим термином; это и политический термин, так же как термины "Европа", "Восток" и "Запад", которые политологи используют как синонимы политических идей или концепций. Традиционно Миттельевропа - это та часть Европы, что между Востоком и Западом. Как бы непрофессионально это ни звучало, это, вероятно, наиболее точное определение Миттльевропы из имеющихся.
Интерес к литературе по Миттельевропе с конца XIX века до Второй мировой войны возобновился начиная с 1960-х годов. Пионерами в этом возрождении были Клаудио Магрис, Роберто Калассо и итальянское издательство Adelphi. В 1920-х годах французский ученый Пьер Ренувен опубликовал одиннадцать томов документов, утверждая, что Германия стремилась выручить Австрию, которой, по её мнению, угрожал экономический распад из-за деятельности сербских и других националистических движений. Дж. Кейгер поддержал это мнение в дебатах о споре Фишера[уточнить], опровергая аргументы ревизионистов о том, что Германия искала предлог для оккупации Австро-Венгрии.
План канцлера Германии Теобальда фон Бетманн-Хольвега предполагал создание Центральноевропейского экономического союза. Опубликованная в сентябре 1914 года программа взаимозависимого развития была предназначена для включения Франции в Центральноевропейскую таможенную федерацию. Немецкая оккупация Бельгии была первым этапом этого процесса, который в конечном итоге не увенчался успехом. Обсуждалось создание Герцогства Фландрии и Великого герцогства Варшавского как политических единиц будущей «локализованной» администрации. Первоначальный экономический план был разработан до 1914 года Вальтером Ратенау и Альфредом фон Гвиннером соответственно при юридической поддержке Ханса Дельбрюка. Предполагалась преемственность этого союза с Германским таможенным союзом и Германским союзом XIX века, где немецкие философы верили в большую устойчивость Великой Европы. Шенбек и другие опасались, что это сделает Германию слишком замкнутой, но «Миттельевропа» получила поддержку фон Хертлинга, позже ставшего канцлером и дипломата Курта Кульмана. Основным камнем преткновения был продолжающийся эксклюзивный доступ Германии на австрийские рынки, в то время как в понимании других, таких как фон Фалькенхаузен, победа в соревновании была невозможна до военного господства над Европой.[прояснить]
Возможным дополнением к «Миттельевропе» был бассейн Лонгви-Бри. Захват этого района с полезными ископаемыми к западу от Эльзас-Лотарингии, уже аннексированной с 1871 года, был важной частью плана Шлиффена и военных целей Германии. Высокое плато возвышалось над французской частью, давая немецкой армии широкий сектор обстрела. В этом районе также были очень ценные залежи железа, необходимые как для Франции, так и для военных целей Германии. Развитие тяжёлой промышленности было главной чертой экономической политики «имперской защитной администрации»[неизвестный термин]. Первоначально Рёдерн, имперский казначей, был глубоко скептически настроен по поводу того, что план «включения» французских активов в таможенный союз и федерацию увенчается успехом, но сомнения гражданских властей были преодолены к январю 1915 года, и к 26 августа 1916 года это стало официальной политикой Германии.
Первым портом «Миттельевропы» был Антверпен: оккупация Бельгии в августе 1914 года наводила на мысль о разделе. Поэтому англофил Альберт Баллин создал «Немецко-бельгийскую торговую компанию» для передачи активов и людей с оккупированных территорий обратно империи. Почтовое отделение, железные дороги и банки должны были попасть под контролем германского Экономического комитета, связующего звена между частным бизнесом и государственным сектором. Бельгийские рынки капитала были включены в отчёт Карла фон Лумма[прояснить], а вся выпущенная валюта обеспечивалась Рейхсбанком. Одержимость Германии «Гонкой к морю» и правом на бельгийские морские порты по-прежнему оставалась главной политической инициативой в Меморандуме о «прикреплении» к морской безопасности, сохранявшейся в Германо-люксембургской таможенной ассоциации, окончательно завершённом 25 ноября 1915 года. Большая часть теоретической работы должна была быть проведена шестью экономическими ассоциациями, рассматривавшихся в меморандумах от весны 1915 года, призванных освободить Германию от британской опеки.[прояснить]
У «Миттельевропы» были противники и внутри Германии. Эрих Маркс, историк из Магдебурга и член СДПГ, ещё до войны упоминал «эту великую европейскую идею», a в марте 1916 года он призвал канцлера возобновить призывы в рейхстаге к публичным дебатам о целях войны.

## Культура
«Миттельевропа» также используется в культурном смысле для обозначения плодородного региона, мысль которого принесла много плодов, художественных и культурных. Его также иногда обозначают выражением «габсбургская мысль и культура». Богатые среднеевропейские литературные и культурные традиции включают польскую философию, чешскую авангардную литературу, венгерскую социальную теорию и науку, австрийскую лирическую поэзию и общую способность к иронии и лингвистическому мастерству.
По словам венгерского еврейского писателя Дьёрдя Конрада, межъевропейский дух — это «эстетическая восприимчивость, допускающая сложность и многоязычие, стратегия, основанная на понимании даже своего смертельного врага», дух, который «состоит из признания множественности как ценности самой по себе». В 1984 г. в Праге был основан журнал Střední Evropa (нем. Mitteleuropa), выражающий католические ревизионистские взгляды и ностальгию по империи Габсбургов до 1918 года. Польский поэт Збигнев Херберт написал стихотворение «Mitteleuropa», включённое в его книгу 1992 года «Ровиго» (Вроцлав).
Среди основных писателей литературной Mitteleuropa — Йозеф Рот (1894—1939), Стефан Цвейг (1881—1942), Арнольд Цвейг (1887—1968) и Лион Фейхтвангер (1884—1958). Роман Рота «Марш Радецкого» — это исследование упадка и падения Австро-венгерской империи через историю возвышения некоей семьи до дворянства.
Другими авторами, внесёнными в каталог среднеевропейской литературы, являются венгры Шандор Мараи (1900—1989), Янош Секели (1901—1958), Милан Фюшт (1888—1967), Эдён фон Хорват (1901—1938); польско-идишский Исроэл-Иешуа Зингер; чехи-австрийцы Лео Перуц (1882—1957), Альфред Кубин (1877—1959), Франц Верфель (1890—1945), Йоханнес Урцидиль (1896—1970), Эрнст Вайс (1882—1940); австрийцы Артур Шницлер (1862—1931), Александр Лернет-Холения (1897—1976), Герман Брох (1886—1951), Сома Моргенштерн (1890—1976), Карл Краус (1874—1936), Гуго фон Гофмансталь (1874—1874) 1929), Петер Альтенберг (1859—1919); хорват Мирослав Крлежа (1893—1981); болгарин Элиас Канетти (1905—1994); немец Франк Ведекинд (1864—1918); итальянцы Итало Звево (1861—1928), Клаудио Магрис (1939-) и Роберто Калассо (1941—2021); и швейцарец Карл Зеелиг (1894—1962).